# Phyllangia granulata
Phyllangia granulata is een rifkoralensoort uit de familie van de Caryophylliidae. De wetenschappelijke naam van de soort is voor het eerst geldig gepubliceerd in 1886 door Koch.